# Swetorrents
Swetorrents var en svensk bittorrenttracker som tillhandahöll torrentfiler som pekar på material släppt från warezscenen. Trackern var privat, vilket betyder att man måste vara registrerad för att kunna använda den. Under webbplatsens senare tid var registreringen dock stängd och det gick enbart att bli medlem om man blev inbjuden av någon annan.

## 2009: IPRED
I samband med Pirate Bay-målet i början av 2009 skickade Antipiratbyrån ut brev till personerna bakom de flesta av Sveriges trackers vilket medförde att många av dessa valde att stänga ner, men Swetorrents fortsatte att vara i drift. Den 3 augusti vände sig filmbolagen Svensk filmindustri, Pan vision, Filmlance international och Yellow bird, som företräds av Svenska Antipiratbyrån, till Södertörns tingsrätt för att med hjälp av Ipred-lagen få ut uppgifter om vilka som driver Swetorrents.
Den 4 december klubbade Södertörns tingsrätt att Telia Sonera ska ge ut uppgifterna om deras abonnent som äger och driver Swetorrents. Ett vite på 750 000 kronor skulle Telia Sonera betala om de inte lämnar ut dessa uppgifter. Veckan därpå den 7 december meddelade Telia Sonera att de tänker överklaga.
"Ipred-lagen är en helt ny lag, och därför är det viktigt att den prövas så att vi få svar på viktiga principiella frågor om tystnadsplikt och proportionalitet. Frågan är hur högt ribban till skydd för integriteten ska läggas, och vi vill att den ska läggas så högt som möjligt", sa Patrik Hiselius, ansvarig för samhällskontakter på Telia Sonera, till SvD.se.

## 2010: Sidan stängs
Den 25 maj 2010 klockan 12:45, valde den ansvariga utvecklaren att stänga ned sidan.
Beslutet till detta berodde på avsaknad av intresse, samt tidsbrist.